# مبینا نعمت‌زاده
مبینا نعمت‌زاده (زادهٔ ۲۷ اردیبهشت ۱۳۸۴)، تکواندوکار ایرانی است. وی در بازی‌های المپیک تابستانی ۲۰۲۴ به مدال برنز دست یافت و دومین مدال‌آور زن ایران در تاریخ المپیک پس از کیمیا علیزاده لقب گرفت.

## المپیک ۲۰۲۴
مبینا نعمت‌زاده در المپیک ۲۰۲۴ پاریس که اولین  دوران ورزشی خود را در ۱۹ سالگی تجربه می‌کرد، در مرحله اول مقابل میشل تاو نماینده کشور لسوتو به برتری رسید. در مرحله یک چهارم نهایی مقابل آدریانا سرزو از کشور اسپانیا، دارنده مدال نقره المپیک ۲۰۲۰ توکیو به برتری رسید و به نیمه نهایی راه یافت. در نیمه نهایی مقابل گو چینگ از کشور چین، دارنده مدال نقره مسابقات قهرمانی تکواندو جهان در سال ۲۰۲۲ شکست خورد و راهی دیدار رده‌بندی شد. در دیدار رده‌بندی مقابل دنیا ابوطالب از کشور عربستان سعودی، دارنده مدال برنز مسابقات قهرمانی تکواندو جهان در سال ۲۰۲۲ به پیروزی دست یافت و مدال برنز را به گردن آویخت.

## حواشی

### درخواست پذیرش بدون کنکور در رشته پزشکی
مبینا نعمت‌زاده پس از کسب مدال برنز المپیک پاریس از رئیس‌جمهور درخواست کرد بدون آزمون ورودی بتواند وارد دانشگاه در رشته پزشکی شود زیرا وی ادعا می‌کند به دلیل تمریناتش برای المپیک نتوانسته برای کنکور مطالعه کند. نعمت‌زاده پس از بازگشت از المپیک با حاضر شدن در برنامه‌ای تلویزیونی گفت که دلش می‌خواهد در رشته پزشکی تحصیل کند و هنوز نمی‌داند که درخواستش مبنی بر پذیرش بدون کنکور در رشته پزشکی مورد قبول واقع شده است یا خیر.
این درخواست نعمت‌زاده با واکنش کاربران در فضای مجازی همراه شد و برخی این درخواست وی را ناعادلانه و زیاده‌خواهی قلمداد کردند و چنین اتفاقی را مصداق تبعیض و رانت دانستند. با این وجود سیدمحمد مقیمی رئیس دانشگاه تهران گفت این دانشگاه از پذیرش نعمت‌زاده استقبال می‌کند ولی رشته‌ای را که چنین موافقتی با آن صورت گرفته، دقیقاً مشخص نکرد. محسن معتمد کیا مدیرکل روابط عمومی و اطلاع‌رسانی وزارت ورزش و جوانان نیز عنوان کرد: طبق قانون مبینا نعمت‌زاده می‌تواند در هر دانشگاهی که بخواهد در رشته تربیت بدنی تحصیلش را ادامه دهد. حسین قناعتی رئیس دانشگاه علوم پزشکی تهران در رابطه با پذیرش بدون کنکور مبینا نعمت‌زاده در رشته پزشکی این دانشگاه گفت: پذیرش دانشجو در این دانشگاه طبق ضابطه خواهد بود، بنابراین پذیرش او بدون کنکور در رشته پزشکی تکذیب می‌شود. با وجود تکذیب رئیس دانشگاه علوم‌پزشکی تهران، احسان عظیمی راد سخنگوی کمیسیون آموزش و تحقیقات مجلس عنوان کرد مانعی برای تحصیل بدون کنکور نعمت‌زاده در رشته پزشکی وجود ندارد.
در نهایت، وی در آذرماه همان سال در مصاحبه‌ای اعلام کرد که فعلاً به‌طور کامل قید ادامه تحصیل را زده و در حال تمرین برای یک تورنومنت تکواندو است.

## افتخارات

### شخصی
- قهرمانی نونهالان جهان ۲۰۱۷ ویتنام – ۳۷ کیلوگرم[۱۹]
- قهرمانی نونهالان آسیا ۲۰۱۹ اردن – ۵۱ کیلوگرم[۲۰][۲۱]
- قهرمانی نونهالان جهان ۲۰۱۹ ازبکستان – ۵۱ کیلوگرم[۲۲]
- قهرمانی نوجوانان آسیا ۲۰۲۲ ویتنام – ۵۲ کیلوگرم[۲۳]
- قهرمانی نوجوانان جهان ۲۰۲۲ بلغارستان – ۴۹ کیلوگرم[۲۴]
- قهرمانی آسیا ۲۰۲۲ چانچئون – ۴۹ کیلوگرم
- بازی‌های آسیایی ۲۰۲۲ هانگژو – ۴۹ کیلوگرم
- جام ریاست فدراسیون جهانی ۲۰۲۳ اردن – ۴۹ کیلوگرم[۲۵]
- تکواندو گرندپری ۲۰۲۳ پاریس – ۴۹ کیلوگرم[۲۶]
- تکواندو گرندپری ۲۰۲۳ رم – ۴۹ کیلوگرم[۲۷]
- جام ریاست فدراسیون جهانی ۲۰۲۴ تهران – ۵۳ کیلوگرم[۲۸]
- بازی‌های المپیک تابستانی پاریس ۲۰۲۴ – ۴۹ کیلوگرم
- جام ریاست فدراسیون جهانی ۲۰۲۵ چین – ۵۳ کیلوگرم

### تیمی
- تکواندو جام باشگاه‌های آسیا ۲۰۲۲ تهران – ۴۹ کیلوگرم[۲۹]